# Кирил Вазов
Кирил Минчов Вазов е български лекар и общественик, брат на народния поет Иван Вазов и на ген. Владимир Вазов, баща на убития от така наречения незаконен Народен съд Иван Кирилов Вазов, юрист и герой от войните.

## Биография
Роден е през 1854 г. в Сопот. През 1863 г. получава стипендия и заминава да учи в Цариград, където в края на 1875 г. завършва с отличен успех Средното медицинско училище. Получава право да премине в първи курс на Медицинското висше училище в Цариград. През 1877 г. се дипломира като бакалавър по естествени науки в Имперския медицински колеж в Галатасарай. Той става един от първите дипломирани български медици в новоосвободена България и новосъздадената ѝ армия. Владее перфектно турски и френски език. През 1881 г. се установява като окръжен лекар в Стара Загора. Взема участие в Сръбско-българската война. Живее в Русия, а след това в Севлиево и Хасково. Отново се завръща в Стара Загора като окръжен лекар през 1894 г., където до 1902 г. съвместява длъжността с управител на болницата. Работи като лекар в Цариградската българска болница „Евлогий Георгиев“, на която от 1904 до 1910 година е трети главен лекар (управител) след Минчо Цачев.
Установява се и живее в Стара Загора, където развива активна обществена дейност. Особено изявен деец е на Българския туристически съюз. По време на Балканската и Първата световна война е началник на Военната болница в Стара Загора. През 1916 – 1917 г. е управител-лекар на Държавната болница.
През 1931 г. в салона на дружество „Театър“ в Стара Загора са отбелязани 75-годишният му юбилей и 50-годишната му лекарска и обществена дейност.
Умира на 7 октомври 1942 г. в Стара Загора.
Внукът му Григорий Вазов е ректор на Висшето училище по застраховане и финанси.